# 2009年の岡山1000km

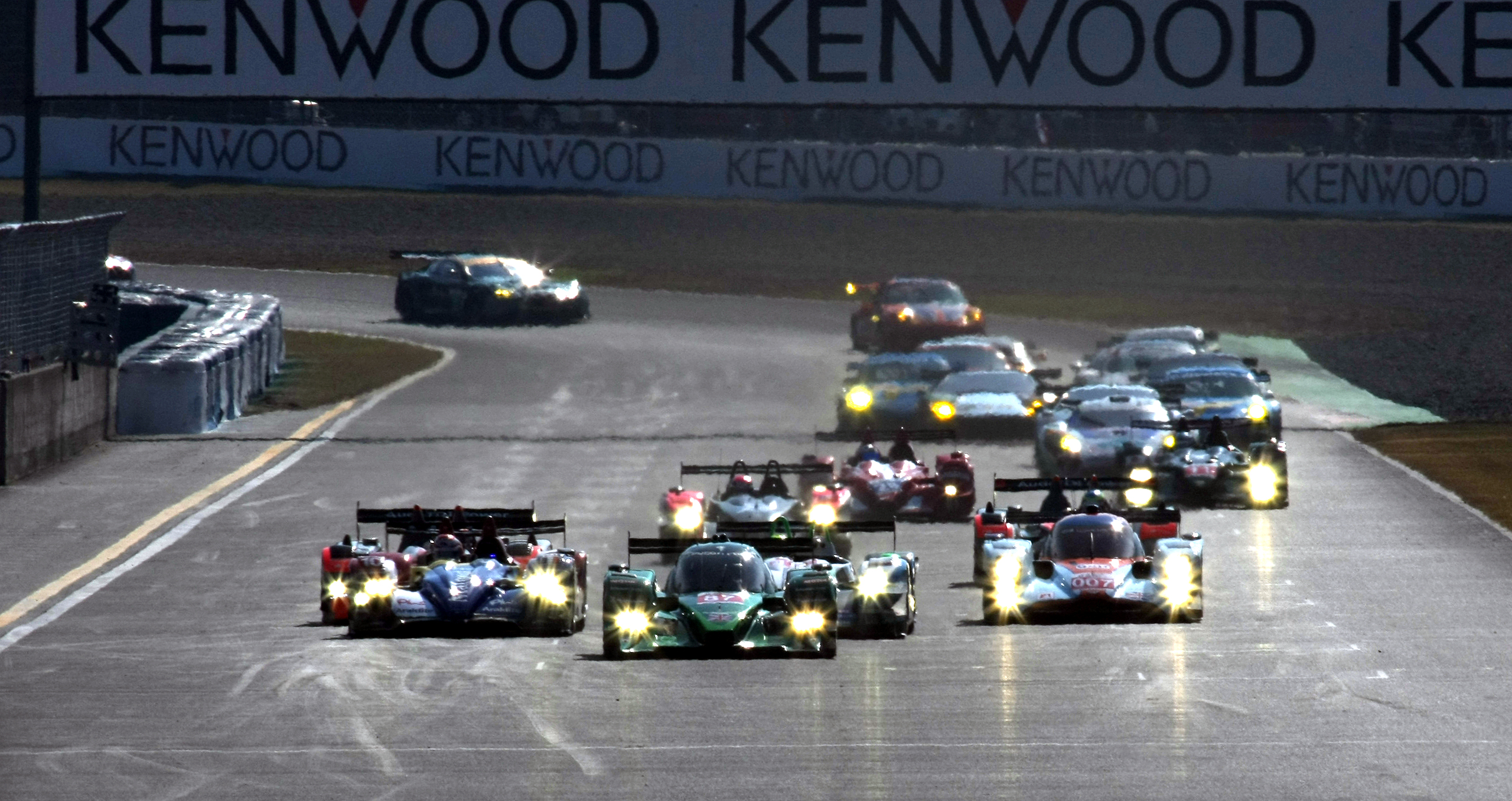
2009年の岡山1000km耐久レースのスタートの様子 (1回目のレース)

2009年の岡山1000km耐久レースは、フランス西部自動車クラブ（ACO）が主催するアジアン・ル・マン・シリーズの開幕戦である。日本の岡山国際サーキットにて、2009年10月31日と11月1日の2日に渡り、500kmレースを2回開催した。4つの各カテゴリーの優勝チームはそのまま2010年のル・マン24時間レースの自動招待枠を獲得している。アジアン・ル・マン・シリーズの2番目の開催地として11月7日と8日の開催を予定していた中国の上海インターナショナル・サーキットの興行について、経済危機を事由としてACOにより中止されている。

## エントリー
アジアン・ル・マン・シリーズ開幕戦についてのACOの最初の計画では、最少でも30チーム以上の参加エントリーを見込んでいた。2009年5月9日にACOはル・マン・シリーズ、アメリカン・ル・マン・シリーズ、FIA GT選手権、SUPER GTの参戦チーム及びその他の日本と中国の地域から出場するチームから構成される31チームの初期エントリーを発表した。ACOは、さらにエントリーの勧誘を試み、参加申し込みするチームに対して貨物輸送を供給することを承認した。
二次エントリーに申し込んだ23チームが9月1日に発表された。最終エントリーは、ヨーロッパのル・マン・シリーズのLMP1カテゴリーをリードするペスカロロ・スポールによるエントリー名「ソラ・レーシング」の登録、2台のコレスチームのアウディ、ル・マン・シリーズのチャンピオンのアストンマーティン、1台のオレカ、2009年に新規設立されたチームのドレイソン・レーシングによるローラ、カテゴリー唯一の参加チームは、2007年のル・マン24時間レース以来の参戦となる 「Tōkai University/YGK Power (東海大学/YGKパワー)」である。LMP2カテゴリーは、ル・マン・シリーズからわずか2チームのエントリーであった。マツダ製エンジンを搭載したペスカロロ・01を走らせるオーク・レーシングと、クラージュ-AERを走らせるイバニェス・レーシング・サービスがル・マン・シリーズに与えられる招待枠により参戦した。
GT1カテゴリーのエントリーは圧倒的多数が日本チームで占められ、日本チームは全てSUPER GTに参戦中のチームであった。ヒトツヤマ・チーム・Novaのアストンマーティンと経験豊富なJLOCのランボルギーニ勢が参戦した。唯一のヨーロッパチームとして、ラルブル・コンペティションのサリーンが参戦した。GT2では、様々なチームと車種が参戦することになり、アメリカン・ル・マン・シリーズから最初のエントリーとなったレイホール・レターマン・ラニガン・レーシングが新しいBMW・M3の1台を持ち込み、ロバートソン・レーシングがフォード・GTで参戦した。フェルベルマイア-プロトンの2台のポルシェとファーンバッヒャーのハンコックタイヤを履いたフェラーリがル・マン・シリーズから参戦した。「HANKOOK（ハンコック）-KTR」と「TEAM DAISHIN（チーム・ダイシン）」と「JIM GAINER（ジム・ゲイナー）」がSUPER GTから参戦した。かつてのJapan Le Mans Challengeに参戦していた「Scuderia Forme （スクーデリア・フォルム）」もポルシェ・996で参戦を果たしていた。唯一の中国からのエントリーであるチーム香港レーシングはアストンマーティンのレースカーで参戦してきた。
2009年のフォーミュラ・ル・マン・カップのシリーズの上位2チームが、岡山1000km耐久レースのフリー・エントリー枠を受けていたが、新設のフォーミュラ・ル・マン・カップ冬季シリーズとスケジュールがぶつかり、本戦の出場を取りやめた。

## 予選
レースを引っ張るドレイソンのローラ-ジャッドに乗るジョニー・コッカーが、チームと彼自身にとっての最初のポールポジションを獲得した。0.1秒差の後方には、ソラのペスカロロ・01に乗るクリストフ・タンソーがつき、オレカに乗るニコラ・ラピエールが、更に0.3秒後方についた。2台のLMP2カーで争われたLMP2カテゴリーの予選で、オーク・レーシングのマテュー・ラーイエは、イバニェスのクラージュ車に3秒差をつけてクラス内ポールを獲得した。
GT1カテゴリーでは、地元日本チームの「ヒトツヤマ・チーム・Nova」の土屋武士が予選のトップ・タイムを出したが、予選後にリアウィングの違反が見つかり、その予選タイムは取り消された。この裁定処分を受けて、ラルブルのサリーンがGT1のポールを獲得し、2台のJLOCのランボルギーニ勢の前につけた。GT2カテゴリーでも同様の展開が生じ、チーム香港レーシングのアストンマーティンは最初に予選クラス最速タイムを出したが、予選後にGT1と同じ規定違反の内容で予選タイムが取り消された。その結果、マルク・リープがドライブしたフェルベルマイア-プロトンのポルシェがクラス内ポールポジションを得ることとなり、ジム・ゲイナーのフェラーリともう1台のフェルベルマイア-プロトンが後に続いた。タイム取消処分を受けた2台のアストンマーティン勢は、グリッド最後方で決勝レースのスタートをしなければいけなくなった。

### 予選結果
各クラスのポールポジションは太字で表示。最速タイムは灰色地で表示。予選での順位は、決勝の2レースでのスターティング・グリッドに反映される。
| 順位 | クラス | チーム                                                  | ドライバー               | 予選タイム |
| ---- | ------ | ------------------------------------------------------- | ------------------------ | ---------- |
| 1    | LMP1   | No. 87 ドレイソン・レーシング                           | ジョニー・コッカー       | 1:19.143   |
| 2    | LMP1   | No. 17 ソラ・レーシング                                 | クリストフ・タンソー     | 1:19.249   |
| 3    | LMP1   | No. 10 チーム・オレカ マットムート AIM                  | ニコラ・ラピエール       | 1:19.548   |
| 4    | LMP1   | No. 007 アストンマーティン・レーシング                  | シュテファン・ミュッケ   | 1:19.747   |
| 5    | LMP1   | No. 14 コレス                                           | クリスチャン・アルバース | 1:20.165   |
| 6    | LMP1   | No. 15 コレス                                           | オリバー・ジャービス     | 1:20.297   |
| 7    | LMP2   | No. 24 オーク・レーシング                               | マテュー・ラーイエ       | 1:23.790   |
| 8    | LMP1   | No. 11 東海大学/YGKパワー                               | 密山祥吾                 | 1:25.847   |
| 9    | LMP2   | No. 29 イバニェス・レーシング・サービス                 | ジョゼ・イバニェス       | 1:26.647   |
| 10   | GT1    | No. 50 ラルブル・コンペティション                       | カルロ・ヴァン・ダム     | 1:29.827   |
| 11   | GT1    | No. 69 JLOC                                             | 井入宏之                 | 1:30.679   |
| 12   | GT2    | No. 77 チーム・フェルベルマイア-プロトン                | マルク・リープ           | 1:30.847   |
| 13   | GT1    | No. 68 JLOC                                             | 山西康司                 | 1:30.873   |
| 14   | GT2    | No. 85 ジム・ゲイナー・レーシング                       | 田中哲也                 | 1:31.283   |
| 15   | GT2    | No. 88 チーム・フェルベルマイア-プロトン                | マルコ・ホルツァー       | 1:31.515   |
| 16   | GT2    | No. 92 BMW レイホール・レターマン・ラニガン・レーシング | ディルク・ミューラー     | 1:31.665   |
| 17   | GT2    | No. 71 チーム・ダイシン                                 | 青木孝行                 | 1:31.733   |
| 18   | GT2    | No. 40 ロバートソン・レーシング                         | デイビッド・マリー       | 1:31.746   |
| 19   | GT2    | No. 89 ハンコック チーム・ファルンバッヒャー            | アラン・シモンセン       | 1:31.977   |
| 20   | GT2    | No. 98 ハンコック KTR                                   | 影山正美                 | 1:32.258   |
| 21   | GT2    | No. 81 スクーデリア・フォルム                           | 小嶋禎一                 | 1:39.442   |
| 22   | GT1    | No. 61 ヒトツヤマ・チーム・Nova                         | 土屋武士                 | タイム取消 |
| 23   | GT2    | No. 91 チーム香港レーシング                             | トマシュ・エンゲ         | タイム取消 |

## 決勝レース

### レース1（ワン）

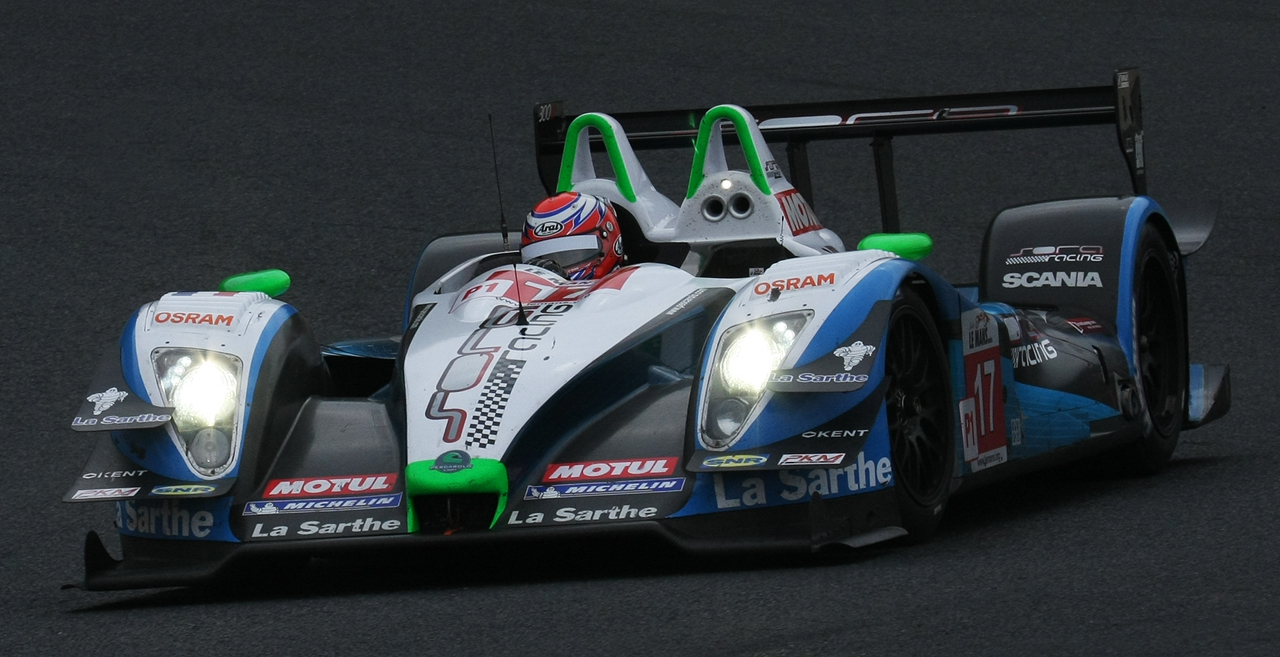
中野信治がドライブするソラ・レーシング車がレース1で優勝した。

1回目の500kmのレースでは、ジョニー・コッカーがドライブするドレイソン・レーシングのローラ-ジャッドが当初リードしたが、ヘッドライトの修理の為にピットストップを余儀なくされ、先頭から数周遅れることとなった。アストンマーティン・レーシングが3時間近くリードした後、レース終了間際で燃料切れから余計なピットストップを強いられてトップから脱落し、結果的にソラ・レーシングが週末最初のレースであるレース1を制することとなった。ソラ・レーシングのドライバーのクリストフ・タンソースと中野信治は、2位に入ったオレカに6.9秒差をつけてゴールし、2周遅れた3位には、コレスのアウディが入った。オーク・レーシングがLMP2カテゴリーのもう1台のライバルに22秒余りの差をつけてクラス優勝した。
GT1クラスでは、JLOCのランボルギーニ69号車が、「ヒトツヤマ・チーム・Nova」のアストンマーティンに15秒差をつけてクラス優勝を果たした。ラルブルのサリーンともう1台のJLOCはリタイアした。GT2クラスでは、アメリカから参戦した「レイホール・レターマン・ラニガン・レーシング」のBMWが、ヨーロッパから参戦したチーム・フェルベルマイア-プロトンのポルシェとチーム・ファルンバッヒャーのフェラーリを0.3秒差で抑えてクラス優勝した。

#### レース1の結果
各クラスの勝者は太字で表示。優勝車の走行距離の70%を満たさないと完走扱いとならず、Not Classified (NC)と表示される。
| 順位   | クラス | No. | チーム                                           | ドライバー                                                           | シャシー                                   | タイヤ | 周回 |
| 順位   | クラス | No. | チーム                                           | ドライバー                                                           | エンジン                                   | タイヤ | 周回 |
| ------ | ------ | --- | ------------------------------------------------ | -------------------------------------------------------------------- | ------------------------------------------ | ------ | ---- |
| 1      | LMP1   | 17  | ソラ・レーシング                                 | クリストフ・タンソー 中野信治                                        | ペスカロロ・01                             | M      | 126  |
| 1      | LMP1   | 17  | ソラ・レーシング                                 | クリストフ・タンソー 中野信治                                        | ジャッド GV5.5 S2 5.5 L V10                | M      | 126  |
| 2      | LMP1   | 10  | チーム・オレカ マットムート AIM                  | ニコラ・ラピエール ロイック・デュバル                                | オレカ・01                                 | M      | 126  |
| 2      | LMP1   | 10  | チーム・オレカ マットムート AIM                  | ニコラ・ラピエール ロイック・デュバル                                | AIM YS5.5 5.5 L V10                        | M      | 126  |
| 3      | LMP1   | 15  | コレス                                           | クリスティアン・バッケルー オリバー・ジャービス                      | アウディ・R10 TDI                          | M      | 125  |
| 3      | LMP1   | 15  | コレス                                           | クリスティアン・バッケルー オリバー・ジャービス                      | アウディ TDI 5.5 L ターボ V12 (ディーゼル) | M      | 125  |
| 4      | LMP1   | 007 | アストンマーティン・レーシング                   | アロルド・プリマー シュテファン・ミュッケ                            | ローラ・アストンマーティン B09/60          | M      | 124  |
| 4      | LMP1   | 007 | アストンマーティン・レーシング                   | アロルド・プリマー シュテファン・ミュッケ                            | アストンマーティン 6.0 L V12               | M      | 124  |
| 5      | LMP1   | 14  | コレス                                           | クリスチャン・アルバース マッテオ・クレソーニ 野田英樹               | アウディ・R10 TDI                          | M      | 122  |
| 5      | LMP1   | 14  | コレス                                           | クリスチャン・アルバース マッテオ・クレソーニ 野田英樹               | アウディ TDI 5.5 L ターボ V12 (ディーゼル) | M      | 122  |
| 6      | LMP1   | 87  | ドレイソン・レーシング                           | ポール・ドレイソン ジョニー・コッカー                                | ローラ・B09/60                             | M      | 121  |
| 6      | LMP1   | 87  | ドレイソン・レーシング                           | ポール・ドレイソン ジョニー・コッカー                                | ジャッド GV5.5 S2 5.5 L V10                | M      | 121  |
| 7      | LMP2   | 24  | オーク・レーシング チーム・マツダフランス        | ジャック・ニコレ マテュー・ラーイエ リシャルド・エイン               | ペスカロロ・01                             | D      | 116  |
| 7      | LMP2   | 24  | オーク・レーシング チーム・マツダフランス        | ジャック・ニコレ マテュー・ラーイエ リシャルド・エイン               | マツダ MZR-R 2.0 L ターボ I4               | D      | 116  |
| 8      | LMP2   | 28  | イバニェス・レーシング・サービス                 | ジョゼ・イバニェス ダミアン・トゥールモンド フレデリック・ダ・ロシャ | クラージュ LC75                            | D      | 116  |
| 8      | LMP2   | 28  | イバニェス・レーシング・サービス                 | ジョゼ・イバニェス ダミアン・トゥールモンド フレデリック・ダ・ロシャ | AER P07 2.0 L ターボ I4                    | D      | 116  |
| 9      | LMP1   | 11  | 東海大学 YGKパワー                               | 密山祥吾 脇阪薫一                                                    | クラージュ-オレカ LC70                     | Y      | 115  |
| 9      | LMP1   | 11  | 東海大学 YGKパワー                               | 密山祥吾 脇阪薫一                                                    | YGK YR40T 4.0 L ターボ V8                  | Y      | 115  |
| 10     | GT1    | 69  | JLOC                                             | 余郷敦 井入宏之                                                      | ランボルギーニ・ムルシエラゴ R-GT          | Y      | 113  |
| 10     | GT1    | 69  | JLOC                                             | 余郷敦 井入宏之                                                      | ランボルギーニ 6.0 L V12                   | Y      | 113  |
| 11     | GT2    | 92  | BMW レイホール・レターマン・ラニガン・レーシング | トミー・ミルナー ディルク・ミューラー                                | BMW・M3 GT2                                | D      | 113  |
| 11     | GT2    | 92  | BMW レイホール・レターマン・ラニガン・レーシング | トミー・ミルナー ディルク・ミューラー                                | BMW 4.0 L V8                               | D      | 113  |
| 12     | GT2    | 77  | チーム・フェルベルマイア-プロトン                | マルク・リープ ヴォルフ・ヘンツラー                                  | ポルシェ・997 GT3-RSR                      | M      | 113  |
| 12     | GT2    | 77  | チーム・フェルベルマイア-プロトン                | マルク・リープ ヴォルフ・ヘンツラー                                  | ポルシェ 4.0 L フラット6                   | M      | 113  |
| 13     | GT1    | 61  | ヒトツヤマ・チーム・Nova                         | 都筑晶裕 土屋武士                                                    | アストンマーティン・DBR9                   | Y      | 113  |
| 13     | GT1    | 61  | ヒトツヤマ・チーム・Nova                         | 都筑晶裕 土屋武士                                                    | アストンマーティン 6.0 L V12               | Y      | 113  |
| 14     | GT2    | 89  | ハンコック チーム・ファルンバッヒャー            | ドミニク・ファルンバッヒャー アラン・シモンセン                      | フェラーリ・F430 GT2                       | H      | 113  |
| 14     | GT2    | 89  | ハンコック チーム・ファルンバッヒャー            | ドミニク・ファルンバッヒャー アラン・シモンセン                      | フェラーリ 4.0 L V8                        | H      | 113  |
| 15     | GT2    | 88  | チーム・フェルベルマイア-プロトン                | クリスチャン・リード マルコ・ホルツァー                              | ポルシェ・997 GT3-RSR                      | M      | 112  |
| 15     | GT2    | 88  | チーム・フェルベルマイア-プロトン                | クリスチャン・リード マルコ・ホルツァー                              | ポルシェ 4.0 L フラット6                   | M      | 112  |
| 16     | GT2    | 85  | ジム・ゲイナー・レーシング                       | 田中哲也 平中克幸                                                    | フェラーリ・F430 GT2                       | Y      | 112  |
| 16     | GT2    | 85  | ジム・ゲイナー・レーシング                       | 田中哲也 平中克幸                                                    | フェラーリ 4.0 L V8                        | Y      | 112  |
| 17     | GT2    | 71  | チーム・ダイシン                                 | 青木孝行 藤井誠暢                                                    | フェラーリ・F430 GT2                       | Y      | 111  |
| 17     | GT2    | 71  | チーム・ダイシン                                 | 青木孝行 藤井誠暢                                                    | フェラーリ 4.0 L V8                        | Y      | 111  |
| 18     | GT2    | 98  | ハンコック KTR                                   | 木下みつひろ 影山正美                                                | ポルシェ・997 GT3-RSR                      | H      | 109  |
| 18     | GT2    | 98  | ハンコック KTR                                   | 木下みつひろ 影山正美                                                | ポルシェ 3.8 L フラット6                   | H      | 109  |
| 19     | GT2    | 40  | ロバートソン・レーシング                         | ディビット・ロバートソン アンドレア・ロバートソン ディビット・マリー | フォード・GT-R Mk. VII                     | D      | 108  |
| 19     | GT2    | 40  | ロバートソン・レーシング                         | ディビット・ロバートソン アンドレア・ロバートソン ディビット・マリー | フォード 5.0 L V8                          | D      | 108  |
| 20     | GT2    | 91  | チーム香港レーシング                             | フィリップ・マー ジェフリー・リー トマシュ・エンゲ                   | アストンマーティン・V8ヴァンテージ GT2     | Y      | 107  |
| 20     | GT2    | 91  | チーム香港レーシング                             | フィリップ・マー ジェフリー・リー トマシュ・エンゲ                   | アストンマーティン 4.5 L V8                | Y      | 107  |
| 21 DNF | GT1    | 50  | ラルブル・コンペティション                       | ローラン・ベルヴィル ステファン・レムレー カルロ・ヴァン・ダム       | サリーン・S7-R                             | M      | 81   |
| 21 DNF | GT1    | 50  | ラルブル・コンペティション                       | ローラン・ベルヴィル ステファン・レムレー カルロ・ヴァン・ダム       | フォード 7.0 L V8                          | M      | 81   |
| 22 DNF | GT1    | 68  | JLOC                                             | 山西康司 坂本祐也                                                    | ランボルギーニ・ムルシエラゴ R-GT          | Y      | 37   |
| 22 DNF | GT1    | 68  | JLOC                                             | 山西康司 坂本祐也                                                    | ランボルギーニ 6.0 L V12                   | Y      | 37   |
| 23 DNF | GT2    | 81  | スクーデリア・フォルム                           | 小嶋禎一 堀主知ロバート 木村正治                                     | ポルシェ・996 GT3-RSR                      | Y      | 3    |
| 23 DNF | GT2    | 81  | スクーデリア・フォルム                           | 小嶋禎一 堀主知ロバート 木村正治                                     | ポルシェ 3.6 L フラット6                   | Y      | 3    |

### レース2（トゥー）
決勝レースの2レース目であるレース2も、レース1と同じグリッドでスタートし、ドレイソン・レーシングのローラに乗るジョニー・コッカーが再びオープニングラップをリードした。アストンマーティンに乗るシュテファン・ミュッケは、数周でコッカーを捕らえてトップを奪い、そのままレースのチェッカーフラッグが振られるまで首位を維持し続けた。レース1の勝者であるソラ・レーシングは2位に入ったが、アストンマーティンには1分以上のタイム差をつけられている。オレカは再び表彰台を獲得し、3位に入った。LMP2カテゴリーでは、イバニェス・レーシングのクラージュのレース序盤に追ったダメージによって、オーク・レーシングが難なく2回目のレースも制することとなった。
GT1カテゴリーでは、再びヒトツヤマのアストンマーティンとJLOCのランボルギーニ68号車の間でトップ争いが繰り広げられたが、今度はヒトツヤマが1周以上の差をつけてレース2を制することとなった。クラス2位のJLOCのランボルギーニに0.2秒以内の差でラルブル・コンペティションのサリーンが3位に入っている。GT2カテゴリーでは、レース1の勝者であるチーム・フェルベルマイア-プロトン77号車がエンジンの故障に見舞われてレース序盤でリタイアし、もう1台のチーム・フェルベルマイア-プロトン88号車とロバートソン・レーシングのフォード・GTの間でクラス首位を巡って戦いが行われた。エンジン・トラブルによってロバートソン・レーシングは順位を下げてトップ争いから脱落したが、チーム・フェルベルマイア-プロトンのトップの座も安泰とはいかず、追い上げるハンコック チーム・ファルンバッヒャーのフェラーリが、レースが終了する3時間が経とうとする時にトップを奪いクラス優勝を果たした。3位には、日本のチーム・ダイシンのフェラーリが入り、表彰台を獲得した。

#### レース2の結果
各クラスの勝者は太字で表示。優勝車の走行距離の70%を満たさないと完走扱いとならず、Not Classified (NC)と表示される。
| 順位   | クラス | No. | チーム                                           | ドライバー                                                           | シャシー                                   | タイヤ | 周回 |
| 順位   | クラス | No. | チーム                                           | ドライバー                                                           | エンジン                                   | タイヤ | 周回 |
| ------ | ------ | --- | ------------------------------------------------ | -------------------------------------------------------------------- | ------------------------------------------ | ------ | ---- |
| 1      | LMP1   | 007 | アストンマーティン・レーシング                   | アロルド・プリマー シュテファン・ミュッケ                            | ローラ・アストンマーティン B09/60          | M      | 128  |
| 1      | LMP1   | 007 | アストンマーティン・レーシング                   | アロルド・プリマー シュテファン・ミュッケ                            | アストンマーティン 6.0 L V12               | M      | 128  |
| 2      | LMP1   | 17  | ソラ・レーシング                                 | クリストフ・タンソー 中野信治                                        | ペスカロロ・01                             | M      | 128  |
| 2      | LMP1   | 17  | ソラ・レーシング                                 | クリストフ・タンソー 中野信治                                        | ジャッド GV5.5 S2 5.5 L V10                | M      | 128  |
| 3      | LMP1   | 10  | チーム・オレカ マットムート AIM                  | ニコラ・ラピエール ロイック・デュバル                                | オレカ・01                                 | M      | 128  |
| 3      | LMP1   | 10  | チーム・オレカ マットムート AIM                  | ニコラ・ラピエール ロイック・デュバル                                | AIM YS5.5 5.5 L V10                        | M      | 128  |
| 4      | LMP1   | 87  | ドレイソン・レーシング                           | ポール・ドレイソン ジョニー・コッカー                                | ローラ・B09/60                             | M      | 127  |
| 4      | LMP1   | 87  | ドレイソン・レーシング                           | ポール・ドレイソン ジョニー・コッカー                                | ジャッド GV5.5 S2 5.5 L V10                | M      | 127  |
| 5      | LMP1   | 15  | コレス                                           | クリスティアン・バッケルー オリバー・ジャービス                      | アウディ・R10 TDI                          | M      | 127  |
| 5      | LMP1   | 15  | コレス                                           | クリスティアン・バッケルー オリバー・ジャービス                      | アウディ TDI 5.5 L ターボ V12 (ディーゼル) | M      | 127  |
| 6      | LMP1   | 14  | コレス                                           | クリスチャン・アルバース マッテオ・クレソーニ 野田英樹               | アウディ・R10 TDI                          | M      | 125  |
| 6      | LMP1   | 14  | コレス                                           | クリスチャン・アルバース マッテオ・クレソーニ 野田英樹               | アウディ TDI 5.5 L ターボ V12 (ディーゼル) | M      | 125  |
| 7      | LMP2   | 24  | オーク・レーシング チーム・マツダフランス        | ジャック・ニコレ マテュー・ラーイエ リシャルド・エイン               | ペスカロロ・01                             | D      | 118  |
| 7      | LMP2   | 24  | オーク・レーシング チーム・マツダフランス        | ジャック・ニコレ マテュー・ラーイエ リシャルド・エイン               | マツダ MZR-R 2.0 L ターボ I4               | D      | 118  |
| 8      | GT1    | 61  | ヒトツヤマ・チーム・Nova                         | 都筑晶裕 土屋武士                                                    | アストンマーティン・DBR9                   | Y      | 115  |
| 8      | GT1    | 61  | ヒトツヤマ・チーム・Nova                         | 都筑晶裕 土屋武士                                                    | アストンマーティン 6.0 L V12               | Y      | 115  |
| 9      | GT1    | 69  | JLOC                                             | 余郷敦 井入宏之                                                      | ランボルギーニ・ムルシエラゴ R-GT          | Y      | 114  |
| 9      | GT1    | 69  | JLOC                                             | 余郷敦 井入宏之                                                      | ランボルギーニ 6.0 L V12                   | Y      | 114  |
| 10     | GT1    | 50  | ラルブル・コンペティション                       | ローラン・ベルヴィル ステファン・レムレー カルロ・ヴァン・ダム       | サリーン・S7-R                             | M      | 114  |
| 10     | GT1    | 50  | ラルブル・コンペティション                       | ローラン・ベルヴィル ステファン・レムレー カルロ・ヴァン・ダム       | フォード 7.0 L V8                          | M      | 114  |
| 11     | GT2    | 89  | ハンコック チーム・ファルンバッヒャー            | ドミニク・ファルンバッヒャー アラン・シモンセン                      | フェラーリ・F430 GT2                       | H      | 114  |
| 11     | GT2    | 89  | ハンコック チーム・ファルンバッヒャー            | ドミニク・ファルンバッヒャー アラン・シモンセン                      | フェラーリ 4.0 L V8                        | H      | 114  |
| 12     | GT2    | 88  | チーム・フェルベルマイア-プロトン                | クリスティアン・リート マルコ・ホルツァー                            | ポルシェ・997 GT3-RSR                      | M      | 113  |
| 12     | GT2    | 88  | チーム・フェルベルマイア-プロトン                | クリスティアン・リート マルコ・ホルツァー                            | ポルシェ 4.0 L フラット6                   | M      | 113  |
| 13     | GT1    | 68  | JLOC                                             | 山西康司 坂本祐也                                                    | ランボルギーニ・ムルシエラゴ R-GT          | Y      | 113  |
| 13     | GT1    | 68  | JLOC                                             | 山西康司 坂本祐也                                                    | ランボルギーニ 6.0 L V12                   | Y      | 113  |
| 14     | GT2    | 71  | チーム・ダイシン                                 | 青木孝行 藤井誠暢                                                    | フェラーリ・F430 GT2                       | Y      | 113  |
| 14     | GT2    | 71  | チーム・ダイシン                                 | 青木孝行 藤井誠暢                                                    | フェラーリ 4.0 L V8                        | Y      | 113  |
| 15     | GT2    | 98  | ハンコック KTR                                   | 木下みつひろ 影山正美                                                | ポルシェ・997 GT3-RSR                      | H      | 112  |
| 15     | GT2    | 98  | ハンコック KTR                                   | 木下みつひろ 影山正美                                                | ポルシェ 3.8 L フラット6                   | H      | 112  |
| 16     | GT2    | 92  | BMW レイホール・レターマン・ラニガン・レーシング | トミー・ミルナー ディルク・ミューラー                                | BMW・M3 GT2                                | D      | 110  |
| 16     | GT2    | 92  | BMW レイホール・レターマン・ラニガン・レーシング | トミー・ミルナー ディルク・ミューラー                                | BMW 4.0 L V8                               | D      | 110  |
| 17     | GT2    | 40  | ロバートソン・レーシング                         | ディビット・ロバートソン アンドレア・ロバートソン ディビット・マリー | フォード・GT-R Mk. VII                     | D      | 105  |
| 17     | GT2    | 40  | ロバートソン・レーシング                         | ディビット・ロバートソン アンドレア・ロバートソン ディビット・マリー | フォード 5.0 L V8                          | D      | 105  |
| 18     | GT2    | 91  | チーム香港レーシング                             | フィリップ・マー ジェフリー・リー トマシュ・エンゲ                   | アストンマーティン・V8ヴァンテージ GT2     | Y      | 93   |
| 18     | GT2    | 91  | チーム香港レーシング                             | フィリップ・マー ジェフリー・リー トマシュ・エンゲ                   | アストンマーティン 4.5 L V8                | Y      | 93   |
| 19     | LMP2   | 28  | イバニェス・レーシング・サービス                 | ジョゼ・イバニェス ダミアン・トゥールモンド フレデリック・ダ・ロシャ | クラージュ LC75                            | D      | 92   |
| 19     | LMP2   | 28  | イバニェス・レーシング・サービス                 | ジョゼ・イバニェス ダミアン・トゥールモンド フレデリック・ダ・ロシャ | AER P07 2.0 L Turbo I4                     | D      | 92   |
| 20 NC  | GT2    | 81  | スクーデリア・フォルム                           | 小嶋禎一 堀主知ロバート 木村正治                                     | ポルシェ・996 GT3-RSR                      | Y      | 69   |
| 20 NC  | GT2    | 81  | スクーデリア・フォルム                           | 小嶋禎一 堀主知ロバート 木村正治                                     | ポルシェ 3.6 L フラット6                   | Y      | 69   |
| 21 DNF | GT2    | 85  | ジム・ゲイナー・レーシング                       | 田中哲也 平中克幸                                                    | フェラーリ・F430 GT2                       | Y      | 62   |
| 21 DNF | GT2    | 85  | ジム・ゲイナー・レーシング                       | 田中哲也 平中克幸                                                    | フェラーリ 4.0 L V8                        | Y      | 62   |
| 22 DNF | GT2    | 77  | チーム・フェルベルマイア-プロトン                | マルク・リープ ヴォルフ・ヘンツラー                                  | ポルシェ・997 GT3-RSR                      | M      | 13   |
| 22 DNF | GT2    | 77  | チーム・フェルベルマイア-プロトン                | マルク・リープ ヴォルフ・ヘンツラー                                  | ポルシェ 4.0 L フラット6                   | M      | 13   |
| DNS    | LMP1   | 11  | 東海大学 YGKパワー                               | 密山祥吾 脇阪薫一                                                    | クラージュ-オレカ LC70                     | Y      | –    |
| DNS    | LMP1   | 11  | 東海大学 YGKパワー                               | 密山祥吾 脇阪薫一                                                    | YGK YR40T 4.0 L ターボ V8                  | Y      | –    |